# Efectividad de marketing
La Efectividad de marketing es un indicador que nos permite medir que tan óptimas son las actividades de marketing que se realizan, es decir, si estas cumplen con el objetivo de reducir los costos y lograr buenos resultados tanto en el corto como en el largo plazo. La efectividad de marketing también está relacionada con que tan bueno es el Retorno de Inversión en Marketing (ROMI).
El experto en marketing Tony Lennon cree que la efectividad del marketing es la quintaesencia de la comercialización, yendo tan lejos como para decir que no es marketing si no está medido.

## Historia
El concepto de la efectividad del marketing fue usado por primera vez en la década de 1990 con la publicación de Mejora de la Eficacia de Marketing Shaw, R, que ganó el premio a Libro del Año de Dirección de Empresas 1998.
En el libro "What Sticks." (ISBN 1419584332), Los autores Rex Briggs y Greg Stuart calculan que los vendedores pierden 37% de su inversión en marketing. Las razones por los que se tienen estos gastos incluyen la falta de comprensión de las motivaciones intrínsecas de los clientes para comprar, mensajes ineficaces y medios ineficientes. (pág 19-20). 
What sticks fue nombrado el Libro #1 en Marketing por Ad Age y es lectura obligatoria en las universidades líderes como la Escuela de negocios Warthon de la Universidad de Pensilvania y Harvard., lo que sugiere que la eficacia de la comercialización sigue siendo un tema importante en los negocios.
Un análisis de la efectividad del marketing que se prefiere a través de la mezcla de mercadotécnia.

## Temas de efectividad del marketing

### Dimensiones de efectividad del marketing
- Corporativo: Cada empresa opera dentro de los diferentes límites. Estos son determinados por su tamaño, su presupuesto y su capacidad para realizar acciones similares que originen la necesidad de segmentarlos. Sobre la base de estos segmentos, se toman decisiones basadas en cómo valoran los atributos del producto y la marca, a cambio del precio pagado por el producto. Los consumidores construyen el valor de la marca a través de la información. La información se recibe a través de muchas fuentes, como pueden ser, la publicidad, el boca a boca y en el canal de distribución que se caracteriza a menudo por el embudo de compra, un concepto creado por McKinsey & Company. Por último, los consumidores consumen y toman decisiones de compra de ciertas maneras.

- Factores exógenos: Hay muchos factores fuera de nuestro control inmediato que pueden afectar la eficacia de nuestras actividades de marketing. Estos pueden incluir el clima, los tipos de interés, las regulaciones gubernamentales y muchos otros. Comprender el impacto que estos factores pueden tener sobre nuestros consumidores nos puede ayudar a diseñar programas que pueden aprovechar estos factores o mitigar el riesgo que estos factores tienen lugar en el centro de nuestras campañas de marketing.

### Los factores que conducen efectividad de marketing
- Estrategia de marketing: Mejorar la efectividad del marketing se puede lograr mediante el uso de una estrategia de marketing superior. Al posicionar el producto o marca correctamente, el producto/marca tendrá más éxito en el mercado de productos/marcas de la competencia. Incluso con la mejor estrategia, los mercadólogos deben ejecutar sus programas adecuadamente para lograr resultados extraordinarios.
- Marketing creativo: Incluso sin un cambio en la estrategia, ser más creativo puede mejorar los resultados. Sin un cambio en la estrategia, AFLAC fue capaz de lograr resultados impresionantes con su introducción de la campaña Duck (AFLAC). Con la introducción de este nuevo concepto creativo, la tasa de crecimiento de la empresa se elevó de 12% antes de la campaña al 28% después de ella. (Ver referencias a continuación, de Bang)
- Ejecución de marketing :Al mejorar cómo los vendedores van al mercado, pueden lograr significativamente mayores resultados sin cambiar su estrategia o su ejecución creativa. A nivel de marketing mix, los mercadólogos pueden mejorar su ejecución haciendo pequeños cambios en alguno o todos de las 4-Ps (Producto, Precio, Punto de venta y Promoción) (Marketing) sin realizar cambios en la posición estratégica o los mercadólogos de ejecución creativa, puede mejorar su eficacia y ofrecer mayores ingresos. En el programa los mercadólogos de nivel pueden mejorar su eficacia mediante la gestión y la ejecución de cada una de sus campañas de marketing mejor. Es comúnmente conocido que la consistencia de una estrategia creativa de marketing a través de diversos medios de comunicación (por ejemplo, televisión, radio, medios impresos y en línea), no solo dentro de cada mensaje de los medios de comunicación individual, puede ampliar y mejorar el impacto del esfuerzo general de la campaña de marketing. Otros ejemplos serían la mejora de la publicidad directa a través de un mejor llamado a la acción o la edición de contenido del sitio web para mejorar sus resultados de búsqueda orgánica, los vendedores pueden mejorar su efectividad de marketing para cada tipo de programa. Un área de creciente interés dentro de la (Estrategia de Marketing)  y la ejecución son las dinámicas de interacción más recientes de marketing tradicional (por ejemplo, TV o eventos) con la actividad de los consumidores en línea (por ejemplo, los medios de comunicación social). (Ver referencias a continuación, marca Ecosistemas) No solo la experiencia directa del producto, sino también cualquier estímulo proporcionado por el marketing tradicional, puede convertirse en un catalizador para una marca de consumo "mar de fondo" en línea como se indica en el libro Groundswell.
- Infraestructura de marketing (también conocida como Administración de Marketing) : Mejorar el negocio de marketing puede conducir a ganancias significativas para la empresa. La gestión de las agencias, la presupuestación, la motivación y la coordinación de las actividades de marketing puede conducir a una mejora de la competitividad y la mejora de los resultados. La responsabilidad global de liderazgo de la marca y los resultados empresariales a menudo se refleja en una organización bajo un título dentro del departamento de (Administración de la Marca) o Branding.
- Factores exógenos: Generalmente están fuera del control de los vendedores, los factores externos o exógenos también influyen en cómo los vendedores pueden mejorar sus resultados. Tomar ventaja de la variación de las estaciones del año, los intereses o las regulaciones del entorno puede ayudar a los comerciantes a mejorar su efectividad de marketing.